# Andreas Blunck
Max Andreas Blunck (* 20. Dezember 1871 in Krempe; † 12. April 1933 in Aumühle) war ein deutscher Politiker der DDP.

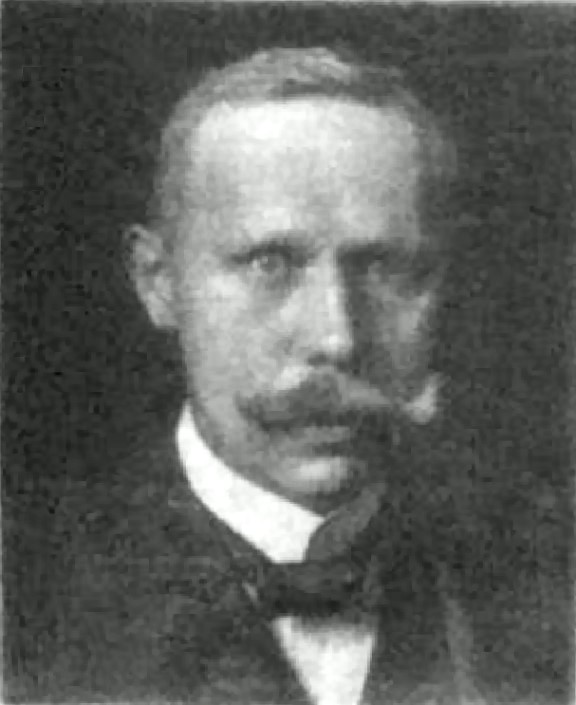
Andreas Blunck

## Leben und Beruf

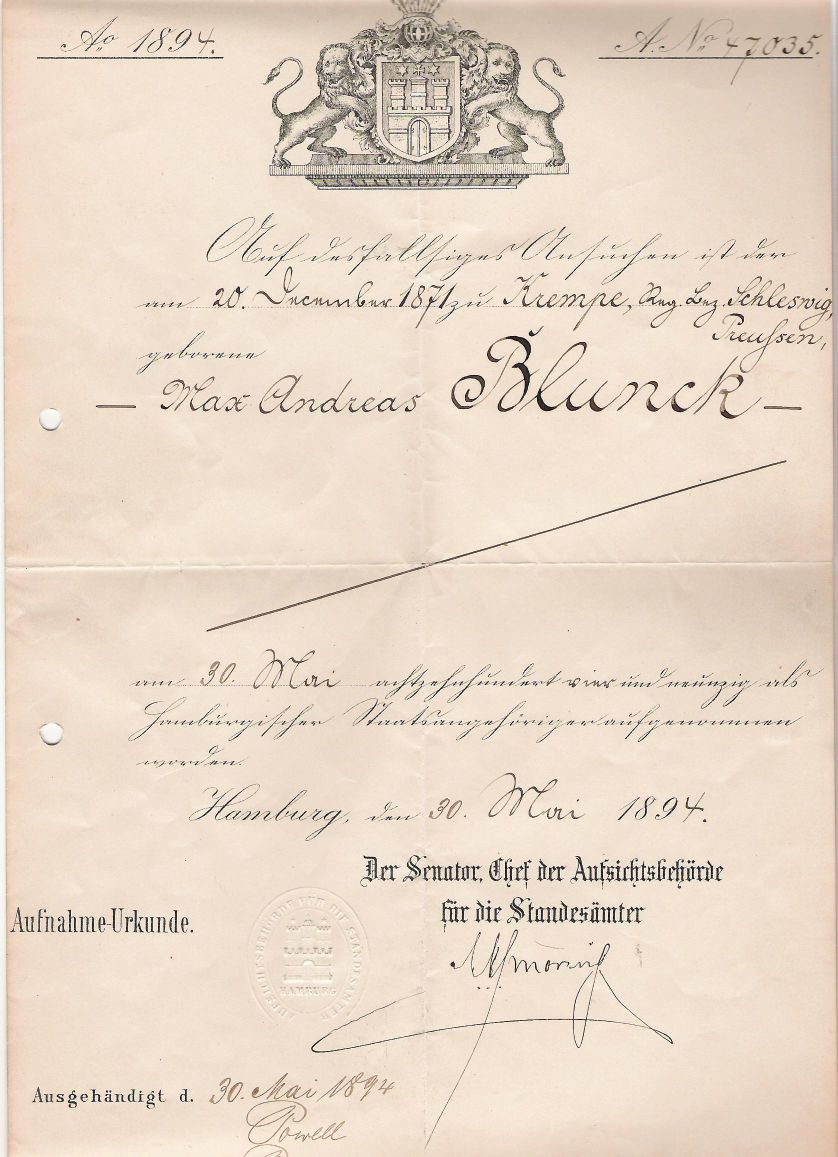
1894: Aufnahmeurkunde als Hamburgischer Staatsangehöriger

Andreas Blunck war das zweite von acht Kindern eines Händlers in Krempe. Er war seit 1904 mit Emma Reimers aus Eltersdorf bei Krempe verheiratet und hatte fünf Kinder.
Nach dem Abitur auf dem Gymnasium in Glückstadt studierte Blunck, der evangelischen Glaubens war, ab 1890 in Berlin Rechtswissenschaften und die Chinesische Sprache. Sein Studium verdiente er sich u. a. als Hilfsstenograph im Reichstag und im Preußischen Abgeordnetenhaus. Nach der ersten juristischen Prüfung und der Diplom-Prüfung in der chinesischen Sprache bewarb er sich im April 1894 beim Auswärtigen Amt für den Dolmetscherdienst bei den Kaiserlichen Behörden in China.
Da er keine sofortige Zusage erhielt, trat er im Mai 1894 als Referendar in den hamburgischen Justizdienst ein. Dafür musste er das Hamburgische Bürgerrecht erwerben, für dreißig Mark den Hamburgischen Bürgereid abstatten und so Hamburgischer Staatsangehöriger werden. Dann diente er als Einjährig-Freiwilliger beim Zweiten Hanseatischen Infanterie-Regiment. Im Dezember 1895 und Oktober 1897 blieb sein Gesuch für den Dolmetscherdienst weiterhin erfolglos.
Nach der Promotion in Jena war er ab 1898 in Hamburg Rechtsanwalt in der Sozietät Dr. Hermann Samson und Dr. Julius Lippmann. Von 1913 bis 1933 war er im Aufsichtsrat der H. Maihak AG in Hamburg.  Anfang 1932 musste er wegen eines Schlaganfalls seine Anwaltstätigkeit aufgeben.

## Abgeordneter
Am 1. Januar 1900 wurde Blunck Mitglied des Eimsbütteler Bürgervereins und übernahm bald darauf den Vorsitz des Vereins. 1904 wurde er als Kandidat des Eimsbütteler Bürgervereins in die Hamburgische Bürgerschaft gewählt. Er schloss sich der Fraktion der Linken an. Nach dem so genannten Wahlrechtsraub von 1906, bei dem das Wahlrecht in der Hansestadt zugunsten der Besserverdienenden geändert wurde, bildete er zusammen mit zwölf anderen die Fraktion der Vereinigten Liberalen. Er war bis 1919 in der Bürgerschaft.
Mit der Reichstagswahl 1912 wurde Blunck für die Fortschrittliche Volkspartei Abgeordneter für den Wahlkreis Tondern-Husum-Eiderstedt. 1918 beteiligte er sich an der Gründung der DDP. Er gehörte der Weimarer Nationalversammlung an (14. Wahlkreis: Provinz Schleswig-Holstein und das zu Oldenburg gehörige Fürstentum Lübeck). Bei der Reichstagswahl 1920 wurden die Wahlen im 14. Wahlkreis wegen der im Friedensvertrag von Versailles festgelegten Volksabstimmung im Herzogtum Schleswig aufgeschoben und deshalb war Blunck mit der Übergangsbestimmung §38 des Reichswahlgesetzes vom 27. April 1920 noch Reichstagsabgeordneter bis zur Nachwahl am 20. Februar 1921. An diesem Tag war auch die Neuwahl des preußischen Landtags.
Sein Spezialgebiet war die Steuerpolitik. Aber auch zur Zuwanderung äußerte er sich 1913 bei der Beratung des Reichs- und Staatsangehörigkeitsgesetzes im Reichstag: „Deutschland ist tatsächlich heute in großem Maße auf die Zuwanderung fremder Bevölkerungskräfte angewiesen, wir wissen das alle aus den Statistiken“.

## Öffentliche Ämter
Am 8. September 1913 wurde Blunck für mehrere Monate vom Auswärtigen Amt nach Haiti entsandt, um dort vor einem Schiedsgericht, dessen Obmann vom König von Belgien ernannt wurde, die deutschen Interessen in Haiti zu vertreten. Dafür wurde er von Kaiser Wilhelm II. mit dem Kronenorden ausgezeichnet.
Nach Ende des Kapp-Putsches wurde Eugen Schiffer von den Linken nicht mehr als Kabinettsmitglied akzeptiert, weil er mit der Kapp-Regierung verhandelt hatte. Nach dem Rücktritt des Kabinett Bauer wurde Blunck am 27. März 1920 in das Kabinett Müller als Reichsjustizminister berufen und musste die strafrechtliche Seite des Kapp-Putsches bearbeiten. Es kam dabei in der Nationalversammlung zu scharfen Auseinandersetzungen, insbesondere auch mit dem Rechtswissenschaftler Wilhelm Kahl von der DVP. Als Ergebnis der ersten Reichstagswahlen vom 6. Juni 1920, die eine erhebliche Stärkung der Rechten brachten, trat das Kabinett Müller nach nicht einmal dreimonatiger Regierungstätigkeit zurück.

## Verhaftung durch den Arbeiter- und Soldatenrat
Am 8. Dezember 1918 wurde Blunck vom Hamburger Arbeiter- und Soldatenrat wegen des Verdachts der Gegenrevolution verhaftet und nach zwei Tagen mit Unterstützung von Hermann Samson wieder freigelassen.
Paul Frölich auf dem Gründungsparteitag der KPD am 31. Dezember 1918: „Ein Dr. Blunck, ein Reichstagsabgeordneter, der sich an konterrevolutionären Bewegungen beteiligte, gehört nicht mehr in die Öffentlichkeit, und ich gebe die Versicherung: Hätten wir die Dinge in der Hand gehabt, hätten wir zu entscheiden gehabt, er wäre niemals wieder freigekommen, bis die Revolution gesichert war.“

Flugblatt, zitiert im Artikel „Ein angeblicher gegenrevolutionärer Putsch in Hamburg - Verhaftung des Reichstagsabgeordneten Dr. Blunck und sieben anderer Verdächtiger“ im General-Anzeiger für Hamburg-Altona vom 9. Dezember 1918
| Die Gegenrevolution arbeitet fieberhaft! Eine Gruppe politischer Abenteurer hat für die Nacht vom Sonntag zum Montag die Verhaftung folgender Mitglieder des Arbeiter- und Soldatenrates und anderer im Vordergrunde stehender Revolutionäre beschlossen: Laufenberg, Heise, Herz, Kalweit,Siemer, Frau Halbe, Schneider, Frölich, Dittmann, Schädlich, Scheible, Lamp’l, Lindau und Settler. Alle Vorbereitungen waren bis ins einzelne getroffen. Ein Flugblatt sollte in ungeheurer Auflage verbreitet werden. Es sollte die Massen irreführen und die gesamte Kraft der Gegenrevolution sammeln. Die revolutionäre Arbeiterklasse sollte mit Waffengewalt niedergeschlagen werden. Irregeleitete Soldaten sollten zu dem Attentate mißbraucht werden. Nach gelungenem Streich wollte man die alten Gewalten wieder einsetzen. Der Arbeiter- und Soldatenrat hat sofort seine Maßregeln getroffen. Er hat das Verschwörernest ausgehoben. Die Werkzeuge der Gegenrevolutionäre sind verhaftet. Es sind Abter, Redakteur des Hamburgischen Correspondenten, Freund und Wolf, ehemalige Mitglieder der Presseabteilung des Arbeiter- und Soldaten-Rates, Zeller, ehemaliges Mitglied des Arbeiter- und Soldaten-Rates. Hinter ihnen stehen: Freiherr von Steineck, Kapitänleutnant a. D., von Gerstein, Direktor des Elektrizitätswerks Unterelbe, Dr. Hansen, Rechtsanwalt, Dr. Blunck, ehemaliger Reichstagsabgeordneter, Mitglied der Bürgerschaft. Aus den beschlagnahmten Papieren geht hervor, dass für den Putsch etwa eine halbe Million Mark bereitgestellt war. Der Arbeiter- und Soldatenrat hat verfügt: - Der Sicherheitsdienst wird verstärkt. - Das Plenum des Arbeiter- und Soldatenrats tagt Montag von 9 Uhr ab im Rathaus. - Um 12 Uhr mittags tagt eine kombinierte Versammlung des großen Arbeiterrats (Vollversammlung) und der Soldatenräte (30er Ausschuß, Delegiertenversammlung und Vollversammlung aller Soldatenräte von Hamburg, Altona und Umgebung) im großen Saale des Gewerkschaftshauses. - Um 11 Uhr Versammlung aller Truppen auf dem Rathausmarkt. - Um 7 halb Uhr Massenversammlung. |